# Erwin Kremer

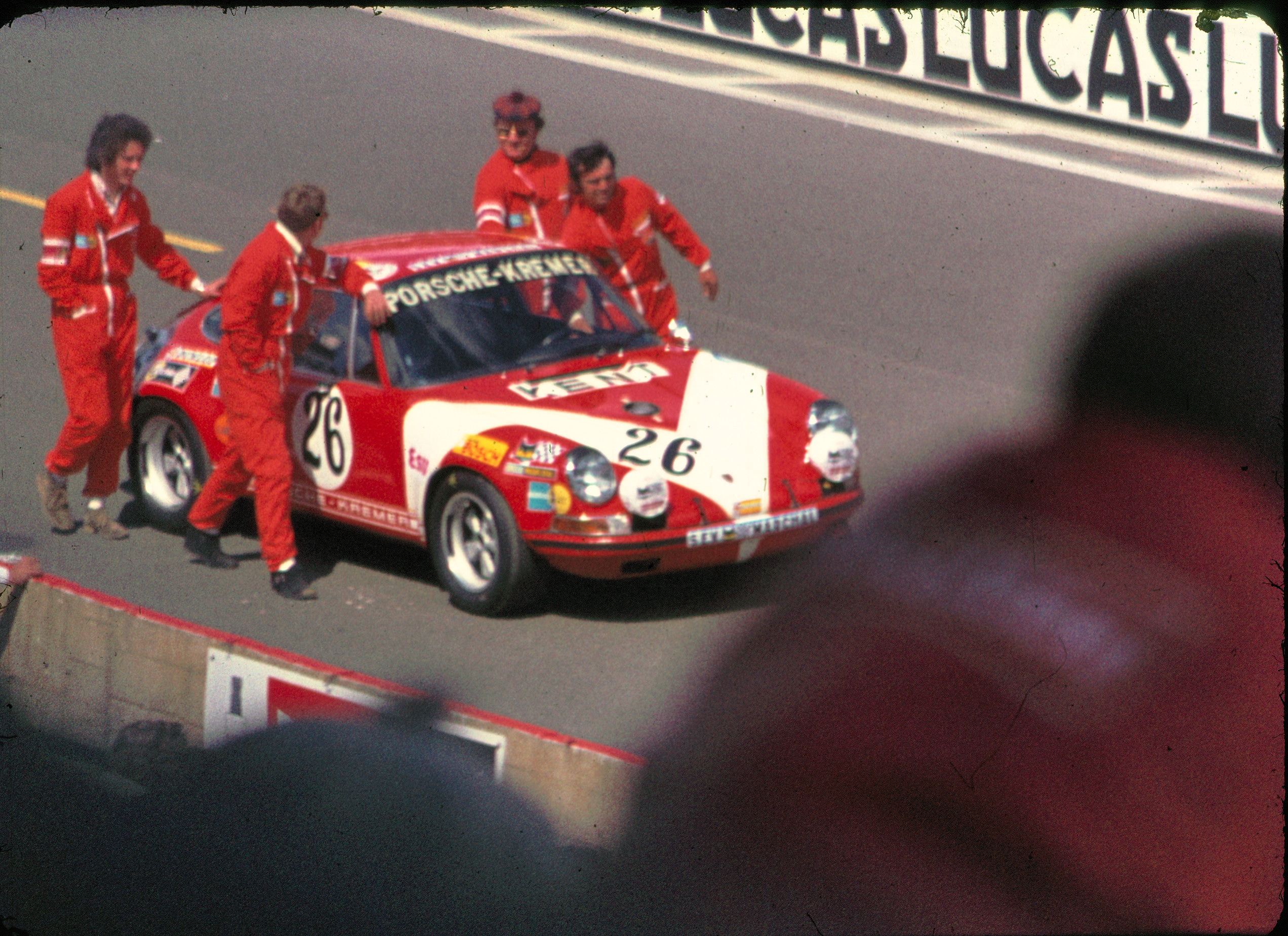
Der Porsche 911S von Günther Huber, Nicolas Koob und Erwin Kremer vor dem Start zum 24-Stunden-Rennen von Le Mans 1971

Erwin Kremer (* 26. Juni 1937 in Köln; † 27. September 2006 ebenda) war ein deutscher Rennfahrer und Rennstallbesitzer. Er war 30 Jahre lang erst als Fahrer, dann im Team am 24-Stunden-Rennen von Le Mans beteiligt und gewann es 1979 als Konstrukteur.

## Leben
Erwin Kremer gründete Anfang der 1962 mit seinem jüngeren Bruder Manfred Kremer (1939–2021) das Motorsport-Team Kremer Racing. Sie fuhren 30 Jahre lang mit umgebauten Porsche beim Rennen in Le Mans.
Kremer gewann 1968 die Tourenwagen-Europameisterschaft und 1971 den Porsche Cup. Beim 1000-km-Rennen von Zeltweg landete er einmal auf dem 9. und einmal auf dem 13. Platz. Beim 24-Stunden-Rennen von Le Mans 1970 landete er auf Platz 7. 1979 gewann er es als Konstrukteur.
Er starb im September 2006.

## Statistik

### Le-Mans-Ergebnisse
| Jahr | Team                       | Fahrzeug                | Teamkollege      | Teamkollege          | Platzierung            | Ausfallgrund |
| ---- | -------------------------- | ----------------------- | ---------------- | -------------------- | ---------------------- | ------------ |
| 1970 | Écurie Luxemburg           | Porsche 911S            | Nicolas Koob     |                      | Rang 7 und Klassensieg |              |
| 1971 | Nicolas Koob               | Porsche 911S            | Nicolas Koob     | Günther Huber        | Rang 10                |              |
| 1972 | Porsche Kremer Racing      | Porsche 911S            | John Fitzpatrick | Juan Carlos Bolaños  | Ausfall                | Kurbelwelle  |
| 1973 | Porsche Kremer Racing Team | Porsche 911 Carrera RSR | Paul Keller      | Clemens Schickentanz | Rang 8 und Klassensieg |              |
| 1974 | Samson Kremer Team         | Porsche 911 Carrera RSR | Paul Keller      | Hans Heyer           | Ausfall                | Motorschaden |

### Sebring-Ergebnisse
| Jahr | Team                       | Fahrzeug     | Teamkollege         | Platzierung | Ausfallgrund |
| ---- | -------------------------- | ------------ | ------------------- | ----------- | ------------ |
| 1972 | Porsche Kremer Racing Team | Porsche 911S | Juan Carlos Bolaños | Rang 12     |              |